# Buczków (Petite-Pologne)
Pour les articles homonymes, voir Buczków.
Buczków est une localité polonaise de la gmina de Rzezawa, située dans le powiat de Bochnia en voïvodie de Petite-Pologne.